# 小行星8883
小行星8883（英語：8883 Miyazakihayao）是一颗围绕太阳公转的小行星。1994年1月16日，小林隆男在大泉天文台发现了此天体。
该小行星以日本动画师宫崎骏命名。
这颗小行星的绝对星等为342.43196等。